# Единбургски замък
Единбургският замък (на английски: Edinburgh Castle) е замък-крепост, която доминира пейзажа на гр. Единбург, Шотландия от своето местоположение на върха вулканичната Касъл рок (Скала на замъка). Човешкото обитание на мястото се датира от 9 век пр. н. е., въпреки че природата на ранното заселване е неясна. Тук има аристократичен замък поне от царуването на Дейвид I през XII век и мястото продължава да е кралска резиденция до Обединението на короните през 1603 г. Като една от най-важните крепости в кралство Шотландия, Единбургският замък е въвлечен в много исторически конфликти - от Войните за шотландска независимост през XIV век до Якобитското въстание през 1745 г. и неколкократно е обсаждан, както успешно, така и неуспешно. От късния XVII век, замъкът става военна база с голям гарнизон. Важността му като исторически паметник се признава през XIX век и оттогава са проведени няколко реставрационни програми.
Малко от настоящите сгради предшестват Обсадата на Ланг през XVI век, когато средновековните укрепения са в голяма степен унищожени от артилерийско бомбардиране. Видното изключение е Параклисът на Св. Маргарет, най-старата оцеляла сграда в Единбург, която датира от ранния XII век. Сред други значими сгради на замъка са Кралския дворец и Голямата зала от XVI век. Замъкът също приютява Шотландския национален военен мемориал и Националния военен музей на Шотландия.
Макар че формално се притежава от Министерството на отбраната, по-голямата част от замъка сега се поддържа от Историческа Шотландия. Замъкът е втората най-посещавана атракция на Шотландия. Въпреки че гарнизонът напуска през 1920-те години, все още има военно присъствие в замъка, най-вече церемониално и административно, включително и голям брой полкови музеи. Замъкът се е превърнал в бележит символ на Единбург и на Шотландия.